# Paris-Roubaix 2006
La course Paris-Roubaix 2006 s'est déroulée le 9 avril, et fut remportée par le Suisse Fabian Cancellara. Le champion du monde Tom Boonen faisait figure de grand favori.

## Présentation

### Le parcours
| Secteur | Kilomètre | Localisation                              | Longueur | Difficulté |
| ------- | --------- | ----------------------------------------- | -------- | ---------- |
| 27      | 98        | Troisvilles > Inchy                       | 2 200 m  | 03         |
| 26      | 104,5     | Viesly > Quiévy                           | 1 800 m  | 03         |
| 25      | 107       | Quiévy > Saint-Python                     | 3 700 m  | 04         |
| 24      | 112       | Saint-Python                              | 1 500 m  | 02         |
| 23      | 119,5     | Vertain > Saint-Martin-sur-Écaillon       | 1 900 m  | 03         |
| 22      | 126,5     | Capelle-sur-Écaillon > Le-Buat            | 1 700 m  | 03         |
| 21      | 138       | Verchain-Maugré > Quérénaing              | 1 600 m  | 03         |
| 20      | 141       | Quérénaing > Maing                        | 2 500 m  | 03         |
| 19      | 144       | Maing > Monchaux-sur-Écaillon             | 1 600 m  | 03         |
| 18      | 155,5     | Haveluy > Wallers                         | 2 500 m  | 04         |
| 17      | 163,5     | Trouée d'Arenberg                         | 2 400 m  | 05         |
| 16      | 170       | Wallers > Hélesmes                        | 1 600 m  | 04         |
| 15      | 176,5     | Hornaing > Wandignies-Hamage              | 3 700 m  | 03         |
| 14      | 184       | Warlaing > Brillon                        | 2 400 m  | 03         |
| 13      | 187,5     | Tilloy-lez-Marchiennes > Sars-et-Rosières | 2 400 m  | 03         |
| 12      | 198,5     | Orchies                                   | 1 700 m  | 03         |
| 11      | 205       | Auchy-lez-Orchies > Bersée                | 2 600 m  | 02         |
| 10      | 210,5     | Mons-en-Pévèle                            | 3 000 m  | 05         |
| 9       | 216,5     | Mérignies > Pont-à-Marcq                  | 700 m    | 02         |
| 8       | 219,5     | Pont-Thibaut > Ennevelin                  | 1 400 m  | 03         |
| 7-2     | 225       | Templeuve (L'Épinette)                    | 200 m    | 01         |
| 7-1     | 225,5     | Templeuve (Moulin-de-Vertain)             | 500 m    | 02         |
| 6-2     | 232       | Cysoing > Bourghelles                     | 1 300 m  | 04         |
| 6-1     | 234,5     | Bourghelles > Wannehain                   | 1 100 m  | 04         |
| 5       | 239       | Camphin-en-Pévèle                         | 1 800 m  | 04         |
| 4       | 242       | Carrefour de l'Arbre                      | 2 100 m  | 05         |
| 3       | 244       | Gruson                                    | 1 100 m  | 02         |
| 2       | 251       | Hem                                       | 1 400 m  | 01         |
| 1       | 259       | Roubaix                                   | 300 m    | 01         |
| Total   | Total     | Total                                     | 52 700 m | 52 700 m   |

### Equipes
Paris-Roubaix figurant au calendrier du ProTour, les 20 UCI Proteams sont présentes, auxquelles il faut ajouter les 5 équipes continentales invitées.
| ProTeams (20)- AG2R Prévoyance - Bouygues Télécom - Cofidis-Le Crédit par Téléphone - Crédit agricole - Davitamon-Lotto - Discovery Channel - La Française des jeux - Euskaltel-Euskadi - Gerolsteiner - Caisse d'Épargne-Illes Balears - Lampre-Fondital - Liberty Seguros-Würth - Liquigas - Phonak Hearing Systems - Quick Step-Innergetic - Rabobank - Saunier Duval-Prodir - CSC - Team Milram - T-Mobile Équipes continentales professionnelles (5)- Agritubel - Landbouwkrediet-Colnago - Skil-Shimano - LPR - Unibet.com |
| |

## Récit de la course
Une échappée de quatre hommes composée de Joost Posthuma, Nicolas Portal, Stephan Schreck et Dimitri Konyshev anime la première partie de la course. Ces coureurs sont repris dans la fameuse Trouée d'Arenberg qui fait son retour sur le parcours après des travaux en 2005. Le suisse Fabian Cancellara emmène alors le peloton, qui se scinde en plusieurs parties. Un groupe de dix-sept coureurs se forme alors à l'avant. Tous les favoris sont présents à l'exception du norvégien Thor Hushovd, victime de crevaisons. Le vainqueur sortant Tom Boonen est cependant isolé, ce qui entraîne une poursuite de ses équipiers de la Quick Step-Innergetic finalement vaine.
À 47 kilomètres de l'arrivée (sur le secteur pavé de Mons-en-Pévèle) l'Américain George Hincapie, qui faisait partie des favoris, chute lourdement après avoir cassé son guidon, il se casse un os de l'épaule et abandonne.
Fabian Cancellara après avoir attaqué à 19 kilomètres de l'arrivée dans le secteur pavé de Camphin-en-Pévèle, se vit poursuivi par deux groupes, l'un composé de Peter Van Petegem, Vladimir Gusev et Leif Hoste, l'autre de Tom Boonen, Juan Antonio Flecha et Alessandro Ballan.
À 10 kilomètres de l'arrivée, les barrières d'un passage à niveau s'abaissent avant le passage du premier groupe de poursuivants Peter Van Petegem, Vladimir Gusev et Leif Hoste. Néanmoins, ces derniers franchissent les rails, bien que le règlement l'interdise. Le deuxième groupe de poursuivants, composé de Tom Boonen, Juan Antonio Flecha et Alessandro Ballan, s'arrête une trentaine de secondes pour laisser passer un train de marchandises et repartent ensuite alors que les barrières sont toujours abaissées. Fabian Cancellara, non concerné par cet incident, file alors vers la victoire et s'impose en solitaire sur le vélodrome de Roubaix.
À l'arrivée, seul le premier groupe est déclassé, malgré les réclamations des équipes concernées, laissant à Tom Boonen la deuxième place de la course.
Le 21 septembre 2006, les organisateurs de Paris-Roubaix ont écopé d'une amende de 5 000 francs suisses de la part de l'UCI pour "défaut d'organisation" en raison du passage à niveau fermé.

## Classements

### Classement de la course
| \| Classement général \| Classement général \| Classement général \| Classement général \| Classement général \| \| Coureur \| Coureur \| Pays \| Équipe \| Temps \| \| ------------------ \| ------------------- \| ------------------ \| ------------------------------- \| ------------------ \| \| 1er \| Fabian Cancellara \| Suisse \| CSC \| 6 h 07 min 54 s \| \| 2e \| Tom Boonen \| Belgique \| Quick Step-Innergetic \| + 1 min 49 s \| \| 3e \| Alessandro Ballan \| Italie \| Lampre-Fondital \| + 1 min 49 s \| \| 4e \| Juan Antonio Flecha \| Espagne \| Rabobank \| + 1 min 49 s \| \| 5e \| Bernhard Eisel \| Autriche \| La Française des jeux \| + 3 min 25 s \| \| 6e \| Steffen Wesemann \| Suisse \| T-Mobile \| + 5 min 35 s \| \| 7e \| Frédéric Guesdon \| France \| La Française des jeux \| + 6 min 31 s \| \| 8e \| Bert Roesems \| Belgique \| Davitamon-Lotto \| + 6 min 44 s \| \| 9e \| Christophe Mengin \| France \| La Française des jeux \| + 6 min 44 s \| \| 10e \| Staf Scheirlinckx \| Belgique \| Cofidis-Le Crédit par Téléphone \| + 6 min 45 s \| \| 11e \| Pedro Horrillo \| Espagne \| Rabobank \| + 6 min 49 s \| \| 12e \| Erik Zabel \| Allemagne \| Team Milram \| + 6 min 49 s \| \| 13e \| Steven de Jongh \| Pays-Bas \| Quick Step-Innergetic \| + 6 min 49 s \| \| 14e \| Léon van Bon \| Pays-Bas \| Davitamon-Lotto \| + 6 min 49 s \| \| 15e \| Filippo Pozzato \| Italie \| Quick Step-Innergetic \| + 6 min 49 s \| \| 16e \| Aart Vierhouten \| Pays-Bas \| Skil-Shimano \| + 6 min 49 s \| \| 17e \| Baden Cooke \| Australie \| Unibet.com \| + 6 min 49 s \| \| 18e \| Martin Elmiger \| Suisse \| Phonak Hearing Systems \| + 6 min 49 s \| \| 19e \| Lars Michaelsen \| Danemark \| CSC \| + 6 min 49 s \| \| 20e \| Marco Serpellini \| Italie \| Unibet.com \| + 6 min 49 s \| |                     |           |                                 |                 |
| |                     |           |                                 |                 |
| |                     |           |                                 |                 |
| Classement général |                     |           |                                 |                 |
| Coureur | Coureur             | Pays      | Équipe                          | Temps           |
| 1er | Fabian Cancellara   | Suisse    | CSC                             | 6 h 07 min 54 s |
| 2e | Tom Boonen          | Belgique  | Quick Step-Innergetic           | + 1 min 49 s    |
| 3e | Alessandro Ballan   | Italie    | Lampre-Fondital                 | + 1 min 49 s    |
| 4e | Juan Antonio Flecha | Espagne   | Rabobank                        | + 1 min 49 s    |
| 5e | Bernhard Eisel      | Autriche  | La Française des jeux           | + 3 min 25 s    |
| 6e | Steffen Wesemann    | Suisse    | T-Mobile                        | + 5 min 35 s    |
| 7e | Frédéric Guesdon    | France    | La Française des jeux           | + 6 min 31 s    |
| 8e | Bert Roesems        | Belgique  | Davitamon-Lotto                 | + 6 min 44 s    |
| 9e | Christophe Mengin   | France    | La Française des jeux           | + 6 min 44 s    |
| 10e | Staf Scheirlinckx   | Belgique  | Cofidis-Le Crédit par Téléphone | + 6 min 45 s    |
| 11e | Pedro Horrillo      | Espagne   | Rabobank                        | + 6 min 49 s    |
| 12e | Erik Zabel          | Allemagne | Team Milram                     | + 6 min 49 s    |
| 13e | Steven de Jongh     | Pays-Bas  | Quick Step-Innergetic           | + 6 min 49 s    |
| 14e | Léon van Bon        | Pays-Bas  | Davitamon-Lotto                 | + 6 min 49 s    |
| 15e | Filippo Pozzato     | Italie    | Quick Step-Innergetic           | + 6 min 49 s    |
| 16e | Aart Vierhouten     | Pays-Bas  | Skil-Shimano                    | + 6 min 49 s    |
| 17e | Baden Cooke         | Australie | Unibet.com                      | + 6 min 49 s    |
| 18e | Martin Elmiger      | Suisse    | Phonak Hearing Systems          | + 6 min 49 s    |
| 19e | Lars Michaelsen     | Danemark  | CSC                             | + 6 min 49 s    |
| 20e | Marco Serpellini    | Italie    | Unibet.com                      | + 6 min 49 s    |

### Classements du ProTour
La course attribue des points au classement UCI ProTour 2006 selon le barème suivant :
| Position           | 1er | 2e | 3e | 4e | 5e | 6e | 7e | 8e | 9e | 10e |
| Classement général | 50  | 40 | 35 | 30 | 25 | 20 | 15 | 10 | 5  | 1   |

Après cette septième épreuve le classement est le suivant :
| #  | Coureur                    | Équipe                         | Points | Précédent | Evolution     |
| -- | -------------------------- | ------------------------------ | ------ | --------- | ------------- |
| 1  | Tom Boonen                 | Quick Step-Innergetic          | 129    | 1         | en stagnation |
| 2  | Alessandro Ballan          | Lampre-Fondital                | 105    | 4         | +2            |
| 3  | Fabian Cancellara          | CSC                            | 84     | ?         | ??            |
| 4  | Alessandro Petacchi        | Milram                         | 72     | 2         | -2            |
| 5  | Antonio Colom              | Caisse d'Épargne-Illes Balears | 71     | 3         | -2            |
| 6  | Filippo Pozzato            | Quick Step-Innergetic          | 70     | 4         | -2            |
| 7  | George Hincapie            | Discovery Channel              | 60     | 6         | -1            |
| 8  | Samuel Sanchez             | Euskaltel-Euskadi              | 59     | 7         | -1            |
| 9  | José Ángel Gómez Marchante | Saunier Duval-Prodir           | 53     | 8         | -1            |
| 10 | Floyd Landis               | Phonak                         | 52     | 9         | -1            |

| #  | Équipe                | Points | Précédent | Evolution     |
| -- | --------------------- | ------ | --------- | ------------- |
| 1  | CSC                   | 95     | 3         | +2            |
| 2  | Discovery Channel     | 93     | 1         | -1            |
| 2  | Gerolsteiner          | 95     | 2         | en stagnation |
| 4  | Quick Step-Innergetic | 91     | 5         | +1            |
| 5  | Rabobank              | 85     | 8         | +3            |
| 6  | Phonak                | 82     | 3         | -3            |
| 7  | Lampre-Fondital       | 80     | 7         | en stagnation |
| 8  | Davitamon-Lotto       | 78     | ??        | ??            |
| 9  | T-Mobile              | 77     | 10        | +1            |
| 10 | Liberty Seguros-Würth | 73     | 5         | -5            |

| #  | Pays       | Points | Précédent | Evolution     |
| -- | ---------- | ------ | --------- | ------------- |
| 1  | Italie     | 312    | 1         | en stagnation |
| 2  | Espagne    | 277    | 1         | -1            |
| 3  | Belgique   | 213    | 3         | en stagnation |
| 4  | États-Unis | 119    | 4         | en stagnation |
| 5  | Suisse     | 112    | 8         | +3            |
| 6  | Allemagne  | 109    | 5         | -1            |
| 7  | Pays-Bas   | 108    | 6         | -1            |
| 8  | Norvège    | 45     | 7         | -1            |
| 9  | Autriche   | 32     | ??        | +??           |
| 10 | France     | 26     | ??        | +??           |

## Liste des participants
| Quick Step-Innergetic QSI | Quick Step-Innergetic QSI | Quick Step-Innergetic QSI |
| ------------------------- | ------------------------- | ------------------------- |
| Num                       | Coureur                   | Pos                       |
| 1                         | Tom Boonen (BEL)          |                           |
| 2                         | Wilfried Cretskens (BEL)  |                           |
| 3                         | Steven de Jongh (NED)     |                           |
| 4                         | Kevin Hulsmans (BEL)      |                           |
| 5                         | Servais Knaven (NED)      |                           |
| 6                         | Nick Nuyens (BEL)         |                           |
| 7                         | Filippo Pozzato (ITA)     |                           |
| 8                         | Kevin Van Impe (BEL)      |                           |

| Discovery Channel DSC | Discovery Channel DSC    | Discovery Channel DSC |
| --------------------- | ------------------------ | --------------------- |
| Num                   | Coureur                  | Pos                   |
| 11                    | George Hincapie (USA)    |                       |
| 12                    | Stijn Devolder (BEL)     |                       |
| 13                    | Vladimir Gusev (RUS)     |                       |
| 14                    | Roger Hammond (GBR)      |                       |
| 15                    | Leif Hoste (BEL)         |                       |
| 16                    | Guennadi Mikhailov (RUS) |                       |
| 17                    | Benjamín Noval (ESP)     |                       |
| 18                    | Matthew White (AUS)      |                       |

| Rabobank RAB | Rabobank RAB              | Rabobank RAB |
| ------------ | ------------------------- | ------------ |
| Num          | Coureur                   | Pos          |
| 21           | Juan Antonio Flecha (ESP) |              |
| 22           | Jan Boven (NED)           |              |
| 23           | Marc de Maar              |              |
| 24           | Mathew Hayman (AUS)       |              |
| 25           | Pedro Horrillo (ESP)      |              |
| 26           | Joost Posthuma (NED)      |              |
| 27           | Marc Wauters (BEL)        |              |

| Gerolsteiner GST | Gerolsteiner GST        | Gerolsteiner GST |
| ---------------- | ----------------------- | ---------------- |
| Num              | Coureur                 | Pos              |
| 31               | Frank Høj (DEN)         |                  |
| 32               | Thomas Fothen (GER)     |                  |
| 33               | Heinrich Haussler (GER) |                  |
| 34               | David Kopp (GER)        |                  |
| 35               | Sven Krauss (GER)       |                  |
| 36               | Sebastian Lang (GER)    |                  |
| 37               | Michael Rich (GER)      |                  |
| 38               | Peter Wrolich (AUT)     |                  |

| CSC | CSC                     | CSC |
| --- | ----------------------- | --- |
| Num | Coureur                 | Pos |
| 41  | Fabian Cancellara (SUI) |     |
| 42  | Kurt Asle Arvesen (NOR) |     |
| 43  | Allan Johansen (DEN)    |     |
| 44  | Marcus Ljungqvist (SWE) |     |
| 45  | Lars Michaelsen (DEN)   |     |
| 46  | Christian Müller (GER)  |     |
| 47  | Martin Pedersen (DEN)   |     |
| 48  | Luke Roberts (AUS)      |     |

| Phonak Hearing Systems PHO | Phonak Hearing Systems PHO | Phonak Hearing Systems PHO |
| -------------------------- | -------------------------- | -------------------------- |
| Num                        | Coureur                    | Pos                        |
| 51                         | Aurélien Clerc (SUI)       |                            |
| 52                         | Martin Elmiger (SUI)       |                            |
| 53                         | Bert Grabsch (GER)         |                            |
| 54                         | Fabrizio Guidi (ITA)       |                            |
| 55                         | Ryder Hesjedal (CAN)       |                            |
| 56                         | Robert Hunter (RSA)        |                            |
| 57                         | Uroš Murn (SLO)            |                            |
| 58                         | Grégory Rast (SUI)         |                            |

| Davitamon-Lotto DVL | Davitamon-Lotto DVL     | Davitamon-Lotto DVL |
| ------------------- | ----------------------- | ------------------- |
| Num                 | Coureur                 | Pos                 |
| 61                  | Peter Van Petegem (BEL) |                     |
| 62                  | Nico Mattan (BEL)       |                     |
| 63                  | Bert Roesems (BEL)      |                     |
| 64                  | Gert Steegmans (BEL)    |                     |
| 65                  | Tom Steels (BEL)        |                     |
| 66                  | Léon van Bon (NED)      |                     |
| 67                  | Wim Vansevenant (BEL)   |                     |
| 68                  | Henk Vogels (AUS)       |                     |

| Lampre-Fondital LAM | Lampre-Fondital LAM     | Lampre-Fondital LAM |
| ------------------- | ----------------------- | ------------------- |
| Num                 | Coureur                 | Pos                 |
| 71                  | Alessandro Ballan (ITA) |                     |
| 72                  | Daniele Bennati (ITA)   |                     |
| 73                  | Matteo Bono (ITA)       |                     |
| 74                  | Claudio Corioni (ITA)   |                     |
| 75                  | Paolo Fornaciari (ITA)  |                     |
| 76                  | Enrico Franzoi (ITA)    |                     |
| 77                  | David Loosli (SUI)      |                     |
| 78                  | Daniele Righi (ITA)     |                     |

| Liberty Seguros-Würth LSW | Liberty Seguros-Würth LSW | Liberty Seguros-Würth LSW |
| ------------------------- | ------------------------- | ------------------------- |
| Num                       | Coureur                   | Pos                       |
| 81                        | Carlos Abellán (ESP)      |                           |
| 82                        | Assan Bazayev (KAZ)       |                           |
| 83                        | Allan Davis (AUS)         |                           |
| 84                        | Koen de Kort (NED)        |                           |
| 85                        | Aaron Kemps (AUS)         |                           |
| 86                        | José Joaquín Rojas (ESP)  |                           |
| 87                        | Eladio Sánchez (ESP)      |                           |
| 88                        | Iván Santos (ESP)         |                           |

| Crédit Agricole C.A | Crédit Agricole C.A      | Crédit Agricole C.A |
| ------------------- | ------------------------ | ------------------- |
| Num                 | Coureur                  | Pos                 |
| 91                  | Thor Hushovd (NOR)       |                     |
| 92                  | László Bodrogi (HUN)     |                     |
| 93                  | Jimmy Engoulvent (FRA)   |                     |
| 94                  | Sébastien Hinault (FRA)  |                     |
| 95                  | Cyril Lemoine (FRA)      |                     |
| 96                  | Mark Renshaw (AUS)       |                     |
| 97                  | Yannick Talabardon (FRA) |                     |
| 98                  | William Bonnet (FRA)     |                     |

| Caisse d'Épargne-Illes Balears CEI | Caisse d'Épargne-Illes Balears CEI | Caisse d'Épargne-Illes Balears CEI |
| ---------------------------------- | ---------------------------------- | ---------------------------------- |
| Num                                | Coureur                            | Pos                                |
| 101                                | Florent Brard (FRA)                |                                    |
| 102                                | Éric Berthou (FRA)                 |                                    |
| 103                                | Imanol Erviti (ESP)                |                                    |
| 104                                | José Vicente García Acosta (ESP)   |                                    |
| 105                                | José Cayetano Juliá (ESP)          |                                    |
| 106                                | Alexei Markov (RUS)                |                                    |
| 107                                | Nicolas Portal (FRA)               |                                    |
| 108                                | Vicente Reynés (ESP)               |                                    |

| La Française des jeux FDJ | La Française des jeux FDJ  | La Française des jeux FDJ |
| ------------------------- | -------------------------- | ------------------------- |
| Num                       | Coureur                    | Pos                       |
| 111                       | Frédéric Guesdon (FRA)     |                           |
| 112                       | Ludovic Auger (FRA)        |                           |
| 113                       | Christophe Detilloux (BEL) |                           |
| 114                       | Bernhard Eisel (AUT)       |                           |
| 115                       | Lilian Jégou (FRA)         |                           |
| 116                       | Gustav Larsson (SWE)       |                           |
| 117                       | Christophe Mengin (FRA)    |                           |
| 118                       | Francis Mourey (FRA)       |                           |

| T-Mobile TMO | T-Mobile TMO           | T-Mobile TMO |
| ------------ | ---------------------- | ------------ |
| Num          | Coureur                | Pos          |
| 121          | Steffen Wesemann (SUI) |              |
| 122          | Marcus Burghardt (GER) |              |
| 123          | Bastiaan Giling (NED)  |              |
| 124          | André Greipel (GER)    |              |
| 125          | Andreas Klier (GER)    |              |
| 126          | Bram Schmitz (NED)     |              |
| 127          | Stephan Schreck (GER)  |              |
| 128          | André Korff (GER)      |              |

| Team Milram MRM | Team Milram MRM             | Team Milram MRM |
| --------------- | --------------------------- | --------------- |
| Num             | Coureur                     | Pos             |
| 131             | Erik Zabel (GER)            |                 |
| 132             | Simone Cadamuro (ITA)       |                 |
| 133             | Alessandro Cortinovis (ITA) |                 |
| 134             | Ralf Grabsch (GER)          |                 |
| 135             | Martin Müller (GER)         |                 |
| 136             | Alberto Ongarato (ITA)      |                 |
| 137             | Enrico Poitschke (GER)      |                 |
| 138             | Sebastian Siedler (GER)     |                 |

| Cofidis-Le Crédit par Téléphone COF | Cofidis-Le Crédit par Téléphone COF | Cofidis-Le Crédit par Téléphone COF |
| ----------------------------------- | ----------------------------------- | ----------------------------------- |
| Num                                 | Coureur                             | Pos                                 |
| 141                                 | Jimmy Casper (FRA)                  |                                     |
| 142                                 | Hervé Duclos-Lassalle (FRA)         |                                     |
| 143                                 | Geoffroy Lequatre (FRA)             |                                     |
| 144                                 | Thierry Marichal (BEL)              |                                     |
| 145                                 | Sébastien Minard (FRA)              |                                     |
| 146                                 | Staf Scheirlinckx (BEL)             |                                     |
| 147                                 | Tristan Valentin (FRA)              |                                     |
| 148                                 | Bradley Wiggins (GBR)               |                                     |

| Euskaltel-Euskadi EUS | Euskaltel-Euskadi EUS | Euskaltel-Euskadi EUS |
| --------------------- | --------------------- | --------------------- |
| Num                   | Coureur               | Pos                   |
| 151                   | Andoni Aranaga (ESP)  |                       |
| 152                   | Koldo Fernández (ESP) |                       |
| 153                   | Iker Flores (ESP)     |                       |
| 154                   | David Herrero (ESP)   |                       |
| 155                   | Markel Irizar (ESP)   |                       |
| 156                   | Iban Mayoz (ESP)      |                       |
| 157                   | Joseba Zubeldia (ESP) |                       |
| 158                   | Unai Uribarri (ESP)   |                       |

| Bouygues Telecom BTL | Bouygues Telecom BTL     | Bouygues Telecom BTL |
| -------------------- | ------------------------ | -------------------- |
| Num                  | Coureur                  | Pos                  |
| 161                  | Anthony Geslin (FRA)     |                      |
| 162                  | Sébastien Chavanel (FRA) |                      |
| 163                  | Mathieu Claude (FRA)     |                      |
| 164                  | Andy Flickinger (FRA)    |                      |
| 165                  | Yohann Gène (FRA)        |                      |
| 166                  | Arnaud Labbe (FRA)       |                      |
| 167                  | Rony Martias (FRA)       |                      |
| 168                  | Franck Renier (FRA)      |                      |

| Saunier Duval-Prodir SDV | Saunier Duval-Prodir SDV | Saunier Duval-Prodir SDV |
| ------------------------ | ------------------------ | ------------------------ |
| Num                      | Coureur                  | Pos                      |
| 171                      | Charles Dionne (CAN)     |                          |
| 172                      | Ángel Gómez (ESP)        |                          |
| 173                      | Piotr Mazur (POL)        |                          |
| 174                      | Javier Mejías (ESP)      |                          |
| 175                      | Aaron Olsen (USA)        |                          |
| 176                      | Luciano Pagliarini (BRA) |                          |
| 177                      | Francisco Ventoso (ESP)  |                          |
| 178                      | Carlos Zárate (ESP)      |                          |

| AG2R Prévoyance A2R | AG2R Prévoyance A2R      | AG2R Prévoyance A2R |
| ------------------- | ------------------------ | ------------------- |
| Num                 | Coureur                  | Pos                 |
| 181                 | Jean-Patrick Nazon (FRA) |                     |
| 182                 | Renaud Dion (FRA)        |                     |
| 183                 | John Gadret (FRA)        |                     |
| 184                 | Laurent Mangel (FRA)     |                     |
| 185                 | Erki Pütsep (EST)        |                     |
| 186                 | Christophe Riblon (FRA)  |                     |
| 187                 | Aliaksandr Usau (BLR)    |                     |
| 188                 | Tomas Vaitkus (LTU)      |                     |

| Liquigas LIQ | Liquigas LIQ           | Liquigas LIQ |
| ------------ | ---------------------- | ------------ |
| Num          | Coureur                | Pos          |
| 191          | Stefano Zanini (ITA)   |              |
| 192          | Michael Albasini (SUI) |              |
| 193          | Daniele Colli (ITA)    |              |
| 194          | Mauro Da Dalto (ITA)   |              |
| 195          | Francesco Failli (ITA) |              |
| 196          | Nicola Loda (ITA)      |              |
| 197          | Marco Milesi (ITA)     |              |
| 198          | Marco Righetto (ITA)   |              |

| Agritubel AGR | Agritubel AGR              | Agritubel AGR |
| ------------- | -------------------------- | ------------- |
| Num           | Coureur                    | Pos           |
| 201           | Christophe Agnolutto (FRA) |               |
| 202           | Aivaras Baranauskas (LTU)  |               |
| 203           | Stéphane Bergès (FRA)      |               |
| 204           | Gilles Canouet (FRA)       |               |
| 205           | Cédric Coutouly (FRA)      |               |
| 206           | Christophe Laurent (FRA)   |               |
| 207           | Lénaïc Olivier (FRA)       |               |
| 208           | Benoît Sinner (FRA)        |               |

| Unibet.com UNI | Unibet.com UNI         | Unibet.com UNI |
| -------------- | ---------------------- | -------------- |
| Num            | Coureur                | Pos            |
| 211            | Baden Cooke (AUS)      |                |
| 212            | David Boucher (FRA)    |                |
| 213            | Jeremy Hunt (GBR)      |                |
| 214            | Luis Pasamontes (ESP)  |                |
| 215            | Matthé Pronk (NED)     |                |
| 216            | Marco Serpellini (ITA) |                |
| 217            | Erwin Thijs (BEL)      |                |
| 218            | Matthew Wilson (AUS)   |                |

| Landbouwkrediet-Colnago LAN | Landbouwkrediet-Colnago LAN | Landbouwkrediet-Colnago LAN |
| --------------------------- | --------------------------- | --------------------------- |
| Num                         | Coureur                     | Pos                         |
| 221                         | Andy Cappelle (BEL)         |                             |
| 222                         | Mathieu Criquielion (BEL)   |                             |
| 223                         | Sjef De Wilde (BEL)         |                             |
| 224                         | Filip Meirhaeghe (BEL)      |                             |
| 225                         | Kevin Neirynck (BEL)        |                             |
| 226                         | Jean-Paul Simon (BEL)       |                             |
| 227                         | Jurgen Van Loocke (BEL)     |                             |
| 228                         | Johan Verstrepen (BEL)      |                             |

| LPR | LPR                     | LPR |
| --- | ----------------------- | --- |
| Num | Coureur                 | Pos |
| 231 | Gene Bates (AUS)        |     |
| 232 | Giairo Ermeti (ITA)     |     |
| 233 | Mattia Gavazzi (ITA)    |     |
| 234 | Mikhaylo Khalilov (UKR) |     |
| 235 | Dimitri Konyshev (RUS)  |     |
| 236 | Michele Maccanti (ITA)  |     |
| 237 | Yuriy Metlushenko (UKR) |     |

| Skil-Shimano SKS | Skil-Shimano SKS          | Skil-Shimano SKS |
| ---------------- | ------------------------- | ---------------- |
| Num              | Coureur                   | Pos              |
| 241              | Paul Martens (GER)        |                  |
| 242              | Rik Reinerink (NED)       |                  |
| 243              | Piet Rooijakkers (NED)    |                  |
| 244              | Masahiro Shinagawa (JPN)  |                  |
| 245              | Maarten Tjallingii (NED)  |                  |
| 246              | Kenny van Hummel (NED)    |                  |
| 247              | Aart Vierhouten (NED)     |                  |
| 248              | Sebastian Langeveld (NED) |                  |

| Quick Step-Innergetic QSI | Quick Step-Innergetic QSI | Quick Step-Innergetic QSI |
| ------------------------- | ------------------------- | ------------------------- |
| Num                       | Coureur                   | Pos                       |
| 1                         | Tom Boonen (BEL)          |                           |
| 2                         | Wilfried Cretskens (BEL)  |                           |
| 3                         | Steven de Jongh (NED)     |                           |
| 4                         | Kevin Hulsmans (BEL)      |                           |
| 5                         | Servais Knaven (NED)      |                           |
| 6                         | Nick Nuyens (BEL)         |                           |
| 7                         | Filippo Pozzato (ITA)     |                           |
| 8                         | Kevin Van Impe (BEL)      |                           |

| Discovery Channel DSC | Discovery Channel DSC    | Discovery Channel DSC |
| --------------------- | ------------------------ | --------------------- |
| Num                   | Coureur                  | Pos                   |
| 11                    | George Hincapie (USA)    |                       |
| 12                    | Stijn Devolder (BEL)     |                       |
| 13                    | Vladimir Gusev (RUS)     |                       |
| 14                    | Roger Hammond (GBR)      |                       |
| 15                    | Leif Hoste (BEL)         |                       |
| 16                    | Guennadi Mikhailov (RUS) |                       |
| 17                    | Benjamín Noval (ESP)     |                       |
| 18                    | Matthew White (AUS)      |                       |

| Rabobank RAB | Rabobank RAB              | Rabobank RAB |
| ------------ | ------------------------- | ------------ |
| Num          | Coureur                   | Pos          |
| 21           | Juan Antonio Flecha (ESP) |              |
| 22           | Jan Boven (NED)           |              |
| 23           | Marc de Maar              |              |
| 24           | Mathew Hayman (AUS)       |              |
| 25           | Pedro Horrillo (ESP)      |              |
| 26           | Joost Posthuma (NED)      |              |
| 27           | Marc Wauters (BEL)        |              |

| Gerolsteiner GST | Gerolsteiner GST        | Gerolsteiner GST |
| ---------------- | ----------------------- | ---------------- |
| Num              | Coureur                 | Pos              |
| 31               | Frank Høj (DEN)         |                  |
| 32               | Thomas Fothen (GER)     |                  |
| 33               | Heinrich Haussler (GER) |                  |
| 34               | David Kopp (GER)        |                  |
| 35               | Sven Krauss (GER)       |                  |
| 36               | Sebastian Lang (GER)    |                  |
| 37               | Michael Rich (GER)      |                  |
| 38               | Peter Wrolich (AUT)     |                  |

| CSC | CSC                     | CSC |
| --- | ----------------------- | --- |
| Num | Coureur                 | Pos |
| 41  | Fabian Cancellara (SUI) |     |
| 42  | Kurt Asle Arvesen (NOR) |     |
| 43  | Allan Johansen (DEN)    |     |
| 44  | Marcus Ljungqvist (SWE) |     |
| 45  | Lars Michaelsen (DEN)   |     |
| 46  | Christian Müller (GER)  |     |
| 47  | Martin Pedersen (DEN)   |     |
| 48  | Luke Roberts (AUS)      |     |

| Phonak Hearing Systems PHO | Phonak Hearing Systems PHO | Phonak Hearing Systems PHO |
| -------------------------- | -------------------------- | -------------------------- |
| Num                        | Coureur                    | Pos                        |
| 51                         | Aurélien Clerc (SUI)       |                            |
| 52                         | Martin Elmiger (SUI)       |                            |
| 53                         | Bert Grabsch (GER)         |                            |
| 54                         | Fabrizio Guidi (ITA)       |                            |
| 55                         | Ryder Hesjedal (CAN)       |                            |
| 56                         | Robert Hunter (RSA)        |                            |
| 57                         | Uroš Murn (SLO)            |                            |
| 58                         | Grégory Rast (SUI)         |                            |

| Davitamon-Lotto DVL | Davitamon-Lotto DVL     | Davitamon-Lotto DVL |
| ------------------- | ----------------------- | ------------------- |
| Num                 | Coureur                 | Pos                 |
| 61                  | Peter Van Petegem (BEL) |                     |
| 62                  | Nico Mattan (BEL)       |                     |
| 63                  | Bert Roesems (BEL)      |                     |
| 64                  | Gert Steegmans (BEL)    |                     |
| 65                  | Tom Steels (BEL)        |                     |
| 66                  | Léon van Bon (NED)      |                     |
| 67                  | Wim Vansevenant (BEL)   |                     |
| 68                  | Henk Vogels (AUS)       |                     |

| Lampre-Fondital LAM | Lampre-Fondital LAM     | Lampre-Fondital LAM |
| ------------------- | ----------------------- | ------------------- |
| Num                 | Coureur                 | Pos                 |
| 71                  | Alessandro Ballan (ITA) |                     |
| 72                  | Daniele Bennati (ITA)   |                     |
| 73                  | Matteo Bono (ITA)       |                     |
| 74                  | Claudio Corioni (ITA)   |                     |
| 75                  | Paolo Fornaciari (ITA)  |                     |
| 76                  | Enrico Franzoi (ITA)    |                     |
| 77                  | David Loosli (SUI)      |                     |
| 78                  | Daniele Righi (ITA)     |                     |

| Liberty Seguros-Würth LSW | Liberty Seguros-Würth LSW | Liberty Seguros-Würth LSW |
| ------------------------- | ------------------------- | ------------------------- |
| Num                       | Coureur                   | Pos                       |
| 81                        | Carlos Abellán (ESP)      |                           |
| 82                        | Assan Bazayev (KAZ)       |                           |
| 83                        | Allan Davis (AUS)         |                           |
| 84                        | Koen de Kort (NED)        |                           |
| 85                        | Aaron Kemps (AUS)         |                           |
| 86                        | José Joaquín Rojas (ESP)  |                           |
| 87                        | Eladio Sánchez (ESP)      |                           |
| 88                        | Iván Santos (ESP)         |                           |

| Crédit Agricole C.A | Crédit Agricole C.A      | Crédit Agricole C.A |
| ------------------- | ------------------------ | ------------------- |
| Num                 | Coureur                  | Pos                 |
| 91                  | Thor Hushovd (NOR)       |                     |
| 92                  | László Bodrogi (HUN)     |                     |
| 93                  | Jimmy Engoulvent (FRA)   |                     |
| 94                  | Sébastien Hinault (FRA)  |                     |
| 95                  | Cyril Lemoine (FRA)      |                     |
| 96                  | Mark Renshaw (AUS)       |                     |
| 97                  | Yannick Talabardon (FRA) |                     |
| 98                  | William Bonnet (FRA)     |                     |

| Caisse d'Épargne-Illes Balears CEI | Caisse d'Épargne-Illes Balears CEI | Caisse d'Épargne-Illes Balears CEI |
| ---------------------------------- | ---------------------------------- | ---------------------------------- |
| Num                                | Coureur                            | Pos                                |
| 101                                | Florent Brard (FRA)                |                                    |
| 102                                | Éric Berthou (FRA)                 |                                    |
| 103                                | Imanol Erviti (ESP)                |                                    |
| 104                                | José Vicente García Acosta (ESP)   |                                    |
| 105                                | José Cayetano Juliá (ESP)          |                                    |
| 106                                | Alexei Markov (RUS)                |                                    |
| 107                                | Nicolas Portal (FRA)               |                                    |
| 108                                | Vicente Reynés (ESP)               |                                    |

| La Française des jeux FDJ | La Française des jeux FDJ  | La Française des jeux FDJ |
| ------------------------- | -------------------------- | ------------------------- |
| Num                       | Coureur                    | Pos                       |
| 111                       | Frédéric Guesdon (FRA)     |                           |
| 112                       | Ludovic Auger (FRA)        |                           |
| 113                       | Christophe Detilloux (BEL) |                           |
| 114                       | Bernhard Eisel (AUT)       |                           |
| 115                       | Lilian Jégou (FRA)         |                           |
| 116                       | Gustav Larsson (SWE)       |                           |
| 117                       | Christophe Mengin (FRA)    |                           |
| 118                       | Francis Mourey (FRA)       |                           |

| T-Mobile TMO | T-Mobile TMO           | T-Mobile TMO |
| ------------ | ---------------------- | ------------ |
| Num          | Coureur                | Pos          |
| 121          | Steffen Wesemann (SUI) |              |
| 122          | Marcus Burghardt (GER) |              |
| 123          | Bastiaan Giling (NED)  |              |
| 124          | André Greipel (GER)    |              |
| 125          | Andreas Klier (GER)    |              |
| 126          | Bram Schmitz (NED)     |              |
| 127          | Stephan Schreck (GER)  |              |
| 128          | André Korff (GER)      |              |

| Team Milram MRM | Team Milram MRM             | Team Milram MRM |
| --------------- | --------------------------- | --------------- |
| Num             | Coureur                     | Pos             |
| 131             | Erik Zabel (GER)            |                 |
| 132             | Simone Cadamuro (ITA)       |                 |
| 133             | Alessandro Cortinovis (ITA) |                 |
| 134             | Ralf Grabsch (GER)          |                 |
| 135             | Martin Müller (GER)         |                 |
| 136             | Alberto Ongarato (ITA)      |                 |
| 137             | Enrico Poitschke (GER)      |                 |
| 138             | Sebastian Siedler (GER)     |                 |

| Cofidis-Le Crédit par Téléphone COF | Cofidis-Le Crédit par Téléphone COF | Cofidis-Le Crédit par Téléphone COF |
| ----------------------------------- | ----------------------------------- | ----------------------------------- |
| Num                                 | Coureur                             | Pos                                 |
| 141                                 | Jimmy Casper (FRA)                  |                                     |
| 142                                 | Hervé Duclos-Lassalle (FRA)         |                                     |
| 143                                 | Geoffroy Lequatre (FRA)             |                                     |
| 144                                 | Thierry Marichal (BEL)              |                                     |
| 145                                 | Sébastien Minard (FRA)              |                                     |
| 146                                 | Staf Scheirlinckx (BEL)             |                                     |
| 147                                 | Tristan Valentin (FRA)              |                                     |
| 148                                 | Bradley Wiggins (GBR)               |                                     |

| Euskaltel-Euskadi EUS | Euskaltel-Euskadi EUS | Euskaltel-Euskadi EUS |
| --------------------- | --------------------- | --------------------- |
| Num                   | Coureur               | Pos                   |
| 151                   | Andoni Aranaga (ESP)  |                       |
| 152                   | Koldo Fernández (ESP) |                       |
| 153                   | Iker Flores (ESP)     |                       |
| 154                   | David Herrero (ESP)   |                       |
| 155                   | Markel Irizar (ESP)   |                       |
| 156                   | Iban Mayoz (ESP)      |                       |
| 157                   | Joseba Zubeldia (ESP) |                       |
| 158                   | Unai Uribarri (ESP)   |                       |

| Bouygues Telecom BTL | Bouygues Telecom BTL     | Bouygues Telecom BTL |
| -------------------- | ------------------------ | -------------------- |
| Num                  | Coureur                  | Pos                  |
| 161                  | Anthony Geslin (FRA)     |                      |
| 162                  | Sébastien Chavanel (FRA) |                      |
| 163                  | Mathieu Claude (FRA)     |                      |
| 164                  | Andy Flickinger (FRA)    |                      |
| 165                  | Yohann Gène (FRA)        |                      |
| 166                  | Arnaud Labbe (FRA)       |                      |
| 167                  | Rony Martias (FRA)       |                      |
| 168                  | Franck Renier (FRA)      |                      |

| Saunier Duval-Prodir SDV | Saunier Duval-Prodir SDV | Saunier Duval-Prodir SDV |
| ------------------------ | ------------------------ | ------------------------ |
| Num                      | Coureur                  | Pos                      |
| 171                      | Charles Dionne (CAN)     |                          |
| 172                      | Ángel Gómez (ESP)        |                          |
| 173                      | Piotr Mazur (POL)        |                          |
| 174                      | Javier Mejías (ESP)      |                          |
| 175                      | Aaron Olsen (USA)        |                          |
| 176                      | Luciano Pagliarini (BRA) |                          |
| 177                      | Francisco Ventoso (ESP)  |                          |
| 178                      | Carlos Zárate (ESP)      |                          |

| AG2R Prévoyance A2R | AG2R Prévoyance A2R      | AG2R Prévoyance A2R |
| ------------------- | ------------------------ | ------------------- |
| Num                 | Coureur                  | Pos                 |
| 181                 | Jean-Patrick Nazon (FRA) |                     |
| 182                 | Renaud Dion (FRA)        |                     |
| 183                 | John Gadret (FRA)        |                     |
| 184                 | Laurent Mangel (FRA)     |                     |
| 185                 | Erki Pütsep (EST)        |                     |
| 186                 | Christophe Riblon (FRA)  |                     |
| 187                 | Aliaksandr Usau (BLR)    |                     |
| 188                 | Tomas Vaitkus (LTU)      |                     |

| Liquigas LIQ | Liquigas LIQ           | Liquigas LIQ |
| ------------ | ---------------------- | ------------ |
| Num          | Coureur                | Pos          |
| 191          | Stefano Zanini (ITA)   |              |
| 192          | Michael Albasini (SUI) |              |
| 193          | Daniele Colli (ITA)    |              |
| 194          | Mauro Da Dalto (ITA)   |              |
| 195          | Francesco Failli (ITA) |              |
| 196          | Nicola Loda (ITA)      |              |
| 197          | Marco Milesi (ITA)     |              |
| 198          | Marco Righetto (ITA)   |              |

| Agritubel AGR | Agritubel AGR              | Agritubel AGR |
| ------------- | -------------------------- | ------------- |
| Num           | Coureur                    | Pos           |
| 201           | Christophe Agnolutto (FRA) |               |
| 202           | Aivaras Baranauskas (LTU)  |               |
| 203           | Stéphane Bergès (FRA)      |               |
| 204           | Gilles Canouet (FRA)       |               |
| 205           | Cédric Coutouly (FRA)      |               |
| 206           | Christophe Laurent (FRA)   |               |
| 207           | Lénaïc Olivier (FRA)       |               |
| 208           | Benoît Sinner (FRA)        |               |

| Unibet.com UNI | Unibet.com UNI         | Unibet.com UNI |
| -------------- | ---------------------- | -------------- |
| Num            | Coureur                | Pos            |
| 211            | Baden Cooke (AUS)      |                |
| 212            | David Boucher (FRA)    |                |
| 213            | Jeremy Hunt (GBR)      |                |
| 214            | Luis Pasamontes (ESP)  |                |
| 215            | Matthé Pronk (NED)     |                |
| 216            | Marco Serpellini (ITA) |                |
| 217            | Erwin Thijs (BEL)      |                |
| 218            | Matthew Wilson (AUS)   |                |

| Landbouwkrediet-Colnago LAN | Landbouwkrediet-Colnago LAN | Landbouwkrediet-Colnago LAN |
| --------------------------- | --------------------------- | --------------------------- |
| Num                         | Coureur                     | Pos                         |
| 221                         | Andy Cappelle (BEL)         |                             |
| 222                         | Mathieu Criquielion (BEL)   |                             |
| 223                         | Sjef De Wilde (BEL)         |                             |
| 224                         | Filip Meirhaeghe (BEL)      |                             |
| 225                         | Kevin Neirynck (BEL)        |                             |
| 226                         | Jean-Paul Simon (BEL)       |                             |
| 227                         | Jurgen Van Loocke (BEL)     |                             |
| 228                         | Johan Verstrepen (BEL)      |                             |

| LPR | LPR                     | LPR |
| --- | ----------------------- | --- |
| Num | Coureur                 | Pos |
| 231 | Gene Bates (AUS)        |     |
| 232 | Giairo Ermeti (ITA)     |     |
| 233 | Mattia Gavazzi (ITA)    |     |
| 234 | Mikhaylo Khalilov (UKR) |     |
| 235 | Dimitri Konyshev (RUS)  |     |
| 236 | Michele Maccanti (ITA)  |     |
| 237 | Yuriy Metlushenko (UKR) |     |

| Skil-Shimano SKS | Skil-Shimano SKS          | Skil-Shimano SKS |
| ---------------- | ------------------------- | ---------------- |
| Num              | Coureur                   | Pos              |
| 241              | Paul Martens (GER)        |                  |
| 242              | Rik Reinerink (NED)       |                  |
| 243              | Piet Rooijakkers (NED)    |                  |
| 244              | Masahiro Shinagawa (JPN)  |                  |
| 245              | Maarten Tjallingii (NED)  |                  |
| 246              | Kenny van Hummel (NED)    |                  |
| 247              | Aart Vierhouten (NED)     |                  |
| 248              | Sebastian Langeveld (NED) |                  |

## Sites officiels
- (direct)